# كازوهيتو نيكوريساوا
كازوهيتو نيكوريساوا (باليابانية: 濁澤 一仁) (مواليد 15 مايو 1970)، هو لاعب كرة قدم سابق كان يلعب كمهاجم.